# Nausithoe punctata
Nausithoe punctata är en manetart som beskrevs av Rudolf Albert von Kölliker 1853. Nausithoe punctata ingår i släktet Nausithoe och familjen Nausithoidae. Inga underarter finns listade i Catalogue of Life.